# Groupe républicain au Congrès des députés
Le groupe parlementaire républicain (en espagnol : grupo parlamentario Republicano) est un groupe parlementaire espagnol constitué au Congrès des députés, chambre basse des Cortes Generales.

## Historique

### Constitution
Le groupe parlementaire de la Gauche républicaine au Congrès est un groupe parlementaire présent depuis le 13 avril 2004 pour la VIII législature sous la dénomination de groupe parlementaire de la Gauche républicaine. Il est alors composé des huit députés d'ERC. Joan Puigcercós (ca) puis Joan Tardá assument le porte-parolat.
Pour la IXe législature, l'ERC ne peut pas à elle seule constituer un groupe parlementaire. Elle s'allie de fait avec Izquierda Unida et Initiative pour la Catalogne Verts au sein d'un groupe dénommé groupe parlementaire de la gauche républicaine-gauche unie-initiative-initiative pour la Catalogne Verts. Le groupe comporte cinq membres et son porte parole est Joan Ridao.
Pour la Xe législature, le groupe n'est pas reconduit car l'ERC n'est pas en mesure de remplir les conditions nécessaires. Les députés du parti s'allient en début de législature avec des petits partis de gauche au sein d'un groupe de la gauche plurielle mais se retire et passe dans le groupe mixte au mois de janvier 2012.

### Effectifs
| Dénomination        | Législature | Années                | Représentation | Porte-parole                    |
| ------------------- | ----------- | --------------------- | -------------- | ------------------------------- |
| Gauche républicaine | VIIIe       | avr. 2004-janv. 2008  | 8 / 350        | Joan Puigcercós (ca) Joan Tardà |
|                     |             |                       |                |                                 |
| Gauche républicaine | XIe         | janv. 2016-mai 2016   | 9 / 350        | Joan Tardà                      |
| Gauche républicaine | XIIe        | juill. 2016-mars 2019 | 9 / 350        | Joan Tardà                      |
| Républicain         | XIIIe       | mai 2019-sept. 2019   | 15 / 350       | Gabriel Rufián                  |
| Républicain         | XIVe        | déc. 2019-mai 2023    | 13 / 350       | Gabriel Rufián                  |
| Républicain         | XVe         | Depuis août 2023      | 7 / 350        | Gabriel Rufián                  |

### Porte-parole
| Début      | Fin         | Porte-parole         |
| ---------- | ----------- | -------------------- |
| 13/04/2004 | 16/11/2006  | Joan Puigcercós (ca) |
| 16/11/2006 | 14/01/2008  | Joan Tardà           |
|            |             |                      |
| 26/01/2016 | 05/03/2019  | Joan Tardà           |
| 11/06/2019 | En fonction | Gabriel Rufián       |